# Шихазанское сельское поселение
Шихаза́нское се́льское поселе́ние (чув. Шăхасан ел вырнăçлăхĕ) — муниципальное образование в Канашском районе Чувашии Российской Федерации.
Административный центр — село Шихаза́ны.
День села Шихазаны проводится 12 июля в день престольного праздника святых апостолов Петра и Павла.

## Географические данные
Село расположено на левом берегу реки Малый Цивиль. Координаты — 47°24’ в.д. и 55°34’ с.ш. Находится в 5 км к северо-западу от города Канаша, от Чебоксар — 75 км (трассы М7 и А151).

## История
Статус и границы сельского поселения установлены Законом Чувашской Республики от 24 ноября 2004 года № 37 «Об установлении границ муниципальных образований Чувашской Республики и наделении их статусом городского, сельского поселения, муниципального района и городского округа»

## Население
| 2010  | 2012  | 2013  | 2014  | 2015  | 2016  | 2017  |
| ----- | ----- | ----- | ----- | ----- | ----- | ----- |
| 3529  | ↘3475 | ↘3463 | ↗3476 | ↘3445 | ↗3477 | ↗3479 |
| 2018  | 2019  | 2020  | 2021  |       |       |       |
| ↗3498 | ↘3449 | ↘3446 | ↗3449 |       |       |       |

## Состав сельского поселения
| № | Населённый пункт | Тип населённого пункта       | Население |
| - | ---------------- | ---------------------------- | --------- |
| 1 | Сиделево         | деревня                      | →532      |
| 2 | Шихазаны         | село, административный центр | ↗2998     |

## Местное самоуправление
Главы сельского поселения
- Руссков Владимир Дмитриевич

## Инфраструктура
- Канашская Центральная районная больница;
- Шихазанская средняя общеобразовательная школа имени Михаила Сеспеля;
- Шихазанское отделение связи;
- Шихазанское отделение Сбербанка;
- Физкультурно-спортивный комплекс;
- Церковь Казанской иконы Божией Матери (трехпрестольная: освящена в честь Казанской иконы Божьей Матери, святителя Николая Чудотворца и Великомученицы Варвары);
- Святой источник "Неупиваемая Чаша" и часовня при нем.